# Thea LaFond
Thea Noeliva LaFond (Roseau, 5 april 1994) is een atlete uit Dominica, gespecialiseerd in de hink-stap-sprong.
Op de Olympische Zomerspelen van Rio wist LaFond de finale niet te bereiken. Op de Olympische Zomerspelen van Tokio bereikte ze met een nationaal record de finale, maar eindigde daarin als twaalfde. Op de WK indoor 2024 werd ze wereldkampioene hink-stap-sprong. Op de Olympische Zomerspelen van 2024 vestigde LaFond een nieuw nationaal record van 15,02 meter en won daarmee de gouden medaille, de allereerste Olympische medaille van  Dominica.
- World Athletics: 14416826

1996: Inessa Kravets ·
2000: Tereza Marinova ·
2004: Françoise Mbango Etone ·
2008: Françoise Mbango Etone ·
2012: Olga Rypakova ·
2016: Caterine Ibargüen ·
2020: Yulimar Rojas ·
2024: Thea LaFond